# Крістоф
Крісто́ф (фр. Christophe, насправді Даніе́ль Жорж Жак Бевілякуа́ фр. Daniel Georges Jacques Bevilacqua; 13 жовтня 1945, Жувізі-сюр-Орж, Іль-де-Франс, Франція — 16 квітня 2020, Брест, Франція) — французький співак і автор пісень.

## Життєпис
Даніель Бевілякуа народився у сім'ї італійського підприємця, мати була кравчинею. У молодому віці його приваблював американський спосіб життя, уявлення про який він мав з переглядів тодішніх фільмів. У початкових класах він захоплювався музикою Едіт Піаф і Жильбера Беко, але поступово їх витіснили блюзові гітаристи та співаки — Роберт Джонсон і Джон Лі Гукер. Маючи бунтівний характер Даніель до 16 років встиг поміняти не менше десятки середніх шкіл. Наприкінці 1950-х років він, як і багато хто з його покоління, попав під вплив Елвіса Преслі, Джеймса Діна та Жоржа Брасанса.
У 1961 році заснував аматорський гурт під назвою «Малятко Денні та бешкетники» (Danny Baby et les Hooligans), у якому співав акомпануючи собі на гітарі.
Після військової служби розпочав кар'єру співака. У 1963 році на паризькій студії запису Golf Drouot він записав свою першу платівку на 45 обертів «Повертайся Софіє» (Reviens Sophie), яка була написана під впливом американської музики чорношкірих.

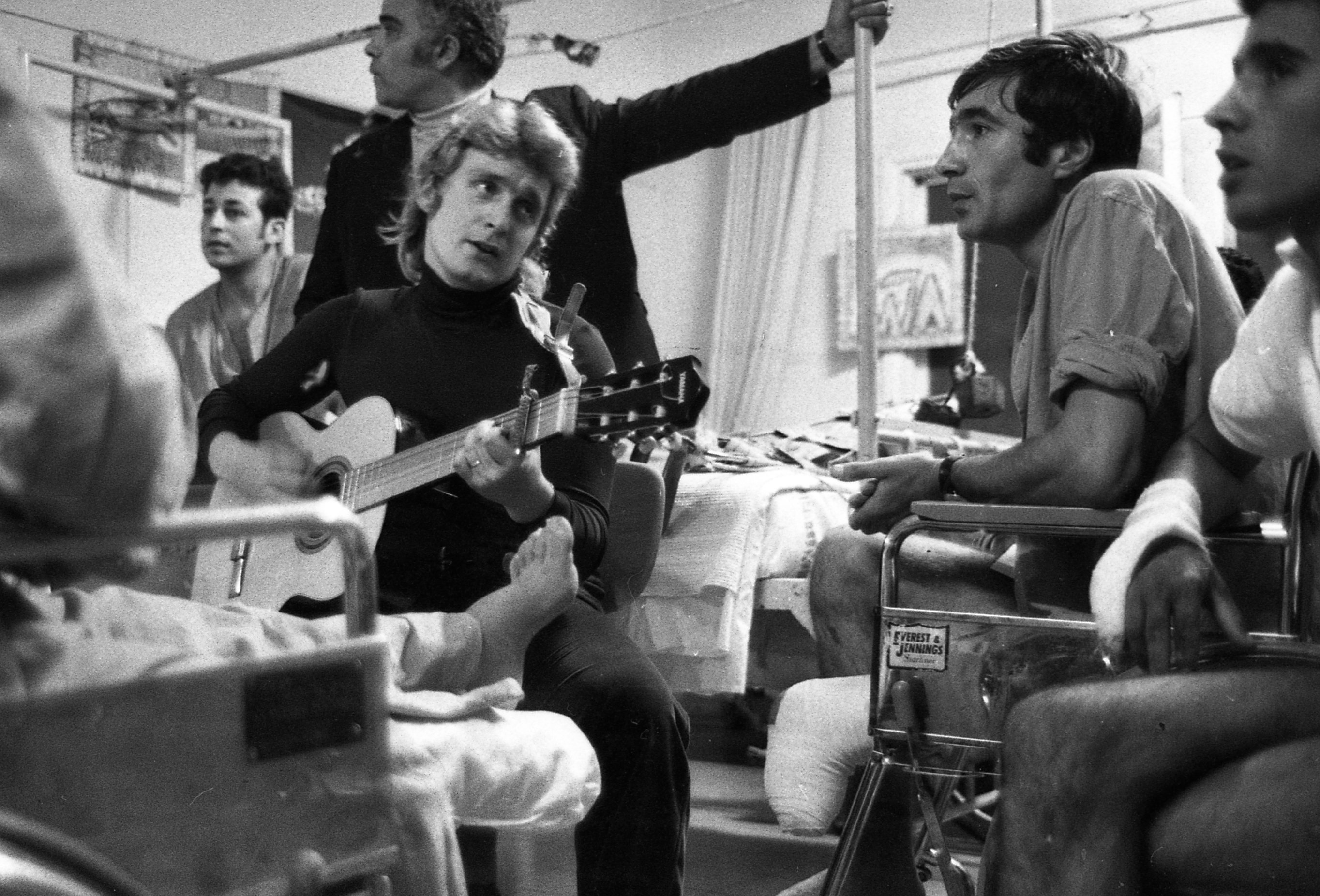
Крісто́ф. 1969

У 1965 році балада «Алін [Архівовано 14 січня 2019 у Wayback Machine.]» (Aline) принесла йому величезний успіх. Наступні пісні «Маріонетки» (Les Marionnettes), «Я чув море» (J'ai entendu la mer) «Вибачте, пане професоре» (Excusez-moi, Monsieur le professeur) теж були успішними.
З 1972 року Крістоф почав записувати свої платівки на студії звукозапису Les Disques Motors, яку у 1971 році заснував Франсіс Дрейфус. У 1973-у вийшов альбом «Утрачений рай» (Les Paradis perdus), а в 1974 році він записав «Сині слова» (Les Mots bleus) на слова Жан-Мішеля Жа́ра (Jean-Michel Jarre). У 1978 вийшла платівка «Самурай» (Samourai), а у 1978 рок-альбом «Дивний красень» (Le Beau Bizarre), який вважається його найкращим альбомом і входить до першої сотні в історії рок-н-ролу.
У 1980 році, на прохання дружини Вероніки, Крістоф знову випустив платівку на 45 обертів «Алін» і на його подив було продано три з половиною мільйони цих синглів. 1983 рік знову був успішним, було продано 600 000 примірників платівок на 45 обертів — «Succès Fou». У 1984 році вийшов диск «Voix sans issue».

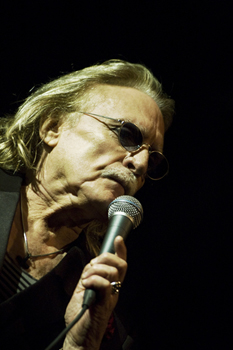
Крістоф. 2009

Згодом він почав працювати не так інтенсивно. Перфекціоніст до пересади, він міг цілий рік працювати над звуком ударних. У 1996 виходить диск «Bevilacqua», амбітний альбом, який дивує своєю сучасністю, з використанням синтезаторів та можливостей пропонованих комп'ютерами. Крістоф протягом декількох місяців працював над голосом і звуком у студії, яку влаштував у своєму будинку.
У лютому 2002 року він, після чверть столітньої перерви, виступає з концертом у Клермон-Феррані, а в березні з двома концертами в Олімпії у Парижі. У 2004 році він виступає разом з Аленом Башунгом на сцені залу Élysée Montmartre, а в березні 2005 на сцені Національного театру комічної опери.
30 червня 2008 року він випустив на фірмі звукозапису AZ велику роботу «Любити те, що ми є», над якою працював з 2004 року. Над цим альбомом, записаним переважно вночі, між Парижем, Севільєю та Лондоном, співпрацювали також Ізабель Аджані, Даніель Філіпаччі, Флоріан Зеллер, Муркоф, Жак Беррокаль, Кармін Аппіс та його колишній продюсер Френсіс Дрейфус.
За час своєї кар'єри до кінця 2009 року тільки у Франції Крістоф продав майже шість мільйонів своїх альбомів.
У квітні 2016 року Крістоф випустив новий альбом «Залишки хаосу» (Les Vestiges du chaos), який дістав схвальні відгуки критиків.
Помер співак 16 квітня 2020 року в Бресті у віці 74-х років. Причиною смерті стала коронавірусна інфекція, яка призвела до дихальної недостатності через супутню патологію емфізему легень.

## Нагороди
- Гран-прі Академії Шарля Кро[fr] за альбом 2008 року «Aimer ce que nous sommes».
- Гран-прі Товариства авторів, композиторів і видавців иузики[fr] (SACEM) за французької пісні у 2010 році.
- Премія Музичні перемоги[fr] за концерт в Олімпії у 2003 році.
- 31 грудня 2014 став кавалером французького Ордену Почесного легіону.[11]

## Дискографія

### Студійні альбоми
- 1965 Les Marionnettes
- 1966 J'ai entendu la mer
- 1967 Excusez-moi Monsieur le Professeur
- 1973 Les Paradis perdus
- 1975 Les Mots bleus
- 1978 Le Beau Bizarre
- 1996 Bevilacqua
- 2001 Comm'si la terre penchait...
- 2008 A imerce que nous sommes
- 2013 Paradis retrouvé
- 2016 Les vestiges du chaos

### Концертні альбоми
- 1975 Olympia
- 2002 Live à L'Olympia
- 2014 Intime